# Lyon Tavlen
Lyon Tavlen er en bronzetavle med transkription af en tale givet af den romerske kejser Claudius. Den overlevende bund-fragment af tavlen var fundet i 1528 af en fransk tøjkøbmand i hans vingård på La Croix-Rousse-bakken i Lyon. Tavlen kan på nuværende tidspunkt ses i Gallo-Romanske museet i Lyon.